# Flexera Software
Flexera Software — американский разработчик программного обеспечения, ранее известный как Acresso Software. Самыми популярными утилитами компании являются FlexNet Publisher — менеджер лицензий и InstallShield — система создания инсталляторов, а также пакетов программного обеспечения.

## Деятельность
Компания сосредоточена на проектировании высококачественных профессиональных продуктов, которые помогут сделать процесс установки программного обеспечения на компьютеры и обновления уже установленного максимально простым и удобным, а также создании высокоинтеллектуальных продуктов для управления лицензиями программ. Кроме того, адаптированные пакеты инсталляции с помощью продуктов Flexera могут быть развернуты на корпоративных компьютерах.
Многие продукты компании были удостоены различными обзорами в популярных изданиях и наградами.
В 2004 году компанию Flexera купила Macrovision (в июле 2009 года компания Macrovision сменила своё название на Rovi Corporation). 1 апреля 2008 года компания Macrovision (в том числе и бренд InstallShield) была продана частной инвестиционной компании Thoma Cressey Bravo, образуя новую компанию под названием Acresso Software Corporation. В октябре 2009 Acresso Software Corporation анонсировала себе новое название Flexera Software.

## Партнёры
В число партнёров и клиентов Flexera Software входят известные во всем мире компании, включая Adobe, Autodesk, Boeing, Citrix, DreamWorks, Feature Animation, IBM, Hewlett-Packard, Nokia, Schlumberger, Sun Microsystems, Sybase, The MathWorks, Paragon Software, Pixar и многие другие.

## Продукция
- InstallShield
- FlexNet Publisher
- FlexNet Connect
- Admin Studio
- InstallAnywhere